# Happy Songs for Happy People
Happy Songs for Happy People – czwarty album studyjny szkockiego zespołu Mogwai, wydany w 2003 roku.

## Album

### Historia i wydania
Album został wydany 21 maja 2003 roku w Japonii przez miejscową wytwórnię Toy’s Factory. W Europie miał premierę 9 czerwca w Wielkiej Brytanii jako digital download (9 plików FLAC). 17 marca ukazał się jako CD (w Wielkiej Brytanii) oraz LP (w USA).
Oryginalne wydania albumu ukazały się w srebrnej, metalicznej okładce, która ostatecznie okazała się zbyt droga w produkcji, w związku z czym PIAS Recordings wydała album również w okładce czarnej. W miesiącu premiery albumu wytwórnia ta wydała również promo DVD, zatytułowane [E]PK, zawierające 11-minutowy film, w którym znalazł się wywiad z zespołem przed premierą albumu, przerywany surowym materiałem filmowym z trasy koncertowej Take Me Somewhere Nice, biografia zespołu oraz zdjęcia.

### Muzyka
Album Happy Songs for Happy People nawiązuje do klimatu skupienia i powściągliwości, obecnym na poprzednim albumie, Rock Action nadając im szerszy wymiar. Użyte instrumentarium to gitary, fortepian, smyczki i perkusja oraz, okazjonalnie, zniekształcenia dźwięku i elektronika. Przykładem są: powściągliwy „Kids Will Be Skeletons” czy zagęszczony, finałowy „Stop Coming to My House”. Zespół umiejętnie stosuje również swoją znaną formułę napięć dynamicznych, widoczną zwłaszcza w „Killing All the Flies”. Z kolei przykładem powrotu do dawnego brzmienia z czasów Young Team i Come On Die Young jest ponad ośmiominutowy utwór „Ratts of the Capital”, którego temat rozpoczyna się dźwiękiem gitary i ksylofonu, po czym jest rozwijany aż do osiągnięcia ciężkiej kulminacji.

### Lista utworów
| 1. | Hunted By A Freak              | 4:18  |
|    |                                |       |
| 2. | Moses? I Amn't                 | 2:59  |
|    |                                |       |
| 3. | Kids Will Be Skeletons         | 5:29  |
|    |                                |       |
| 4. | Killing All The Flies          | 4:35  |
|    |                                |       |
| 5. | Boring Machines Disturbs Sleep | 3:05  |
|    |                                |       |
|    |                                | 20:26 |
|    |                                |       |

| 1. | Ratts Of The Capital          | 8:27  |
|    |                               |       |
| 2. | Golden Porsche                | 2:49  |
|    |                               |       |
| 3. | I Know You Are But What Am I? | 5:17  |
|    |                               |       |
| 4. | Stop Coming To My House       | 4:53  |
|    |                               |       |
|    |                               | 21:26 |
|    |                               |       |

| 1. | Hunted By A Freak              | 4:18  |
|    |                                |       |
| 2. | Moses? I Amn't                 | 2:59  |
|    |                                |       |
| 3. | Kids Will Be Skeletons         | 5:29  |
|    |                                |       |
| 4. | Killing All The Flies          | 4:35  |
|    |                                |       |
| 5. | Boring Machines Disturbs Sleep | 3:05  |
|    |                                |       |
| 6. | Ratts Of The Capital           | 8:27  |
|    |                                |       |
| 7. | Golden Porsche                 | 2:49  |
|    |                                |       |
| 8. | I Know You Are But What Am I?  | 5:17  |
|    |                                |       |
| 9. | Stop Coming To My House        | 4:53  |
|    |                                |       |
|    |                                | 41:52 |
|    |                                |       |

Wszystkie utwory zostały napisane przez Mogwai.

### Muzycy

#### Mogwai
- Dominic Aitchison – gitara basowa
- Stuart Braithwaite – gitara
- Martin Bulloch – perkusja
- Barry Burns – gitara, instrumenty klawiszowe
- John Cummings – gitara, fortepian

#### Muzycy gościnni
- Luke Sutherland – skrzypce w „Killing All the Flies” i „Stop Coming to My House”, gitara w „Ratts of the Capital”
- Caroline Barber – wiolonczela w „Hunted By a Freak”, „Moses? I Amn't” i „Golden Porsche”
- Donald Gillian – wiolonczela w „Killing All the Flies”
- Scott Dickinson – altówka w „Killing All the Flies”
- Greg Lawson – skrzypce w „Killing All the Flies”

### Produkcja
- Tony Doogan – producent, rejestracja dźwięku, miksowanie
- Mogwai – producenci
- Michael "Frango" Bannister – asystent inżyniera dźwięku
- Gavin Lawrie – asystent inżyniera dźwięku
- Adam Nunn – mastering
- Uncontrollable Urge – okładka
- Divine Inc – projekt graficzny

## Odbiór

### Opinie krytyków
| Oceny łączne                      | Oceny łączne |
| Publikacja                        | Ocena        |
| --------------------------------- | ------------ |
| Album of the Year                 | 79/100       |
| Metacritic                        | 85/100       |
| Recenzje                          |              |
| Publikacja                        | Ocena        |
| AllMusic                          | [ 6 ]        |
| Drowned in Sound                  | 9/10         |
| The Guardian                      | [ 10 ]       |
| laut.de                           | [ 11 ]       |
| NME                               | 8/10         |
| NOW Magazine                      | [ a ] [ 13 ] |
| Pitchfork                         | 7.1/10       |
| Porcys                            | 5.5/10       |
| RYM                               | 3.62/5       |
| Rolling Stone                     | [ 17 ]       |
| The New Rolling Stone Album Guide | [ 18 ]       |
| The Times                         | [ 5 ]        |
| Sputnikmusic                      | 4.5/5        |
| Tiny Mix Tapes                    | [ 20 ]       |
| Uncut                             | [ 21 ]       |

Album otrzymał średnią ocenę 85 na 100 na podstawie 19 recenzji krytycznych z komentarzem „powszechne uznanie” w podsumowaniu Metacritic oraz 79 na 100 na podstawie 15 recenzji w zestawieniu Album of the Year.
Zdaniem Heather Phares z AllMusic plusem albumu Happy Songs for Happy People jest to, że „jest to jeden z tych rzadkich albumów, gdzie jesteś przekonany, że właśnie usłyszałeś utwór, który będzie twoim ulubionym – dopóki nie usłyszysz następnego utworu, a potem następnego. Na Happy Songs for Happy People Mogwai ma wszystko na raz – jest ironiczny i szczery, zwięzły i ekspansywny, ambitny i przystępny, i jest to jeden z najlepszych albumów zespołu, bez dwóch zdań”.
„Happy Songs for Happy People to płyta spójna i solidna, i jak wszystkie albumy Mogwai, nigdy nie jest nudna w najmniejszym stopniu” – uważa recenzent Tiny Mix Tapes dodając: „Jedną z rzeczy, na którą słuchacz może liczyć podczas obcowania z Happy Songs for Happy People jest fakt, że każdy z progresywnych utworów będzie prezentował coś nowego i innego przez cały czas trwania albumu”.
„Mogwai z Glasgow, podobnie jak Low, ich najbliżsi psychiczni kuzyni, wiecznie drążą jedną piękną, wyświechtaną żyłę i z każdym albumem zagłębiają się w nią coraz bardziej” – ocenia Pat Blashill z magazynu Rolling Stone dodając na koniec: „Muzyka zespołów w tego rodzaju wiecznie błogiej podróży w dół kroczy po cienkiej linii pomiędzy tym co urzekające, a tym co okropne; w przypadku Mogwai jest to zazwyczaj to pierwsze.
W opinii Scotta Thilla z magazynu PopMatters przez album przewija się temat samotności i wyobcowania, przedstawiony w poruszający sposób. „Mogwai sięgnął po niemal przedpotopowy krajobraz dźwiękowy, zdolny do wywołania uczuć, których Beyoncé i Eminem po prostu nie są w stanie dotknąć. Ostatecznie, Happy Songs może brzmieć jak wcześniejsze dokonania Mogwai lub być nieosiągalne dla słuchacza, który spędza czas na relaksowaniu się w [sklepie muzycznym] Sam Goody, ale to nie znaczy, że nie jest to jeden z najbardziej niesamowitych albumów tego roku. Bo jest. Jeśli, jak śpiewał Cobain, tęsknicie za komfortem bycia smutnym, to sięgnijcie po Happy” – zachęca recenzent.
„Za każdym razem, gdy słyszę Mogwai, uderza mnie, jak żałosny portret Szkocji oni malują, pełen kościotrupów, martwych much i tym podobnych; jak zwykle, Happy Music... przywołuje podobne obrazy. Problem w tym, że mimo sporej dozy komfortu, jaki daje ten album, spokojniejszy ton i ponura atmosfera są obarczone jeszcze mniejszym zainteresowaniem, by zabrać te piosenki gdzieś, gdziekolwiek. Pozostajemy zagubieni, pogrążeni we wszechobecnym mroku Mogwai.” – ocenia Eric Carr z magazynu Pitchfork.
„Czwarty album avant-rockowego szkockiego kolektywu Mogwai jest czymś dewiacyjnym – można go kochać lub nienawidzić. Trudno sobie wyobrazić, by te dziewięć w dużej mierze instrumentalnych utworów pozostawiło wrażenie bycia 'w porządku'” – twierdzi Michael Hubbard z musicOMH.
„Happy Songs to zgrabna porcja muzyki” – ocenia Jacek Kinowski z magazynu Porcys. „Miękkie, delikatne brzmienie, skandynawskie melodie (Múm), ciepła atmosfera poobiedniej zadumy. Sypkie partie perkusjonaliów, gdzieniegdzie pianinko, smyki. Z rzadka reminiscencje gitarowej furii, znanej doskonale kibicom zespołu. Częściej spotykamy tu wyciszenie, coś też jakby samozadowolenie”.
„Coraz ciężej powiedzieć, w którą stronę zmierzają członkowie Mogwaia” – zastanawia się Tomasz Plata na łamach Gazety Wyborczej wyjaśniając: „Na pozór w ich muzyce zmienia się mało - to nadal rozbudowane gitarowe formy wykonywane ze świadomością efektu dramatycznego, rozwijające się powoli, ale konsekwentnie”. (…) Chyba po raz pierwszy tak wyraźnie słychać, że Szkotom znacznie bliżej do Sigur Rós lub nawet Radiohead niż Godspeed You! Black Emperor bądź Pan American”. Zauważa na koniec, iż album może być oznaką wyczerpania się dotychczasowej drogi rozwoju zespołu.

### Listy tygodniowe
| Kraj              | Lista                 | Pozycja |
| ----------------- | --------------------- | ------- |
| Francja           | Les Charts            | 91      |
| Szkocja           | Scottish Albums Chart | 22      |
| Stany Zjednoczone | Billboard 200         | 182     |
| Stany Zjednoczone | Heatseekers Albums    | 9       |
| Stany Zjednoczone | Independent Albums    | 13      |
| Wielka Brytania   | UK Albums Chart       | 47      |
| Wielka Brytania   | UK Independent Albums | 6       |